# Phrygilanthus tenuiflorus
Phrygilanthus tenuiflorus är en tvåhjärtbladig växtart som först beskrevs av Joseph Dalton Hooker, och fick sitt nu gällande namn av Adolf Engler. Phrygilanthus tenuiflorus ingår i släktet Phrygilanthus och familjen Loranthaceae. Inga underarter finns listade i Catalogue of Life.